# Isotta Fraschini Asso 500
Le moteur Isotta Fraschini Asso 500 est un moteur étudié et mis au point selon un cahier des charges de l'Aeronautica Militare émis en 1924 pour équiper des avions militaires.

## Histoire
En 1924, le ministère italien de l'Aviation militaire confia aux deux plus importants constructeurs de moiteurs d'avions du pays, Isotta Fraschini et Fiat Aviazione, l'étude et la construction d'une nouvelle série de moteurs à refroidissement liquide de forte puissance.

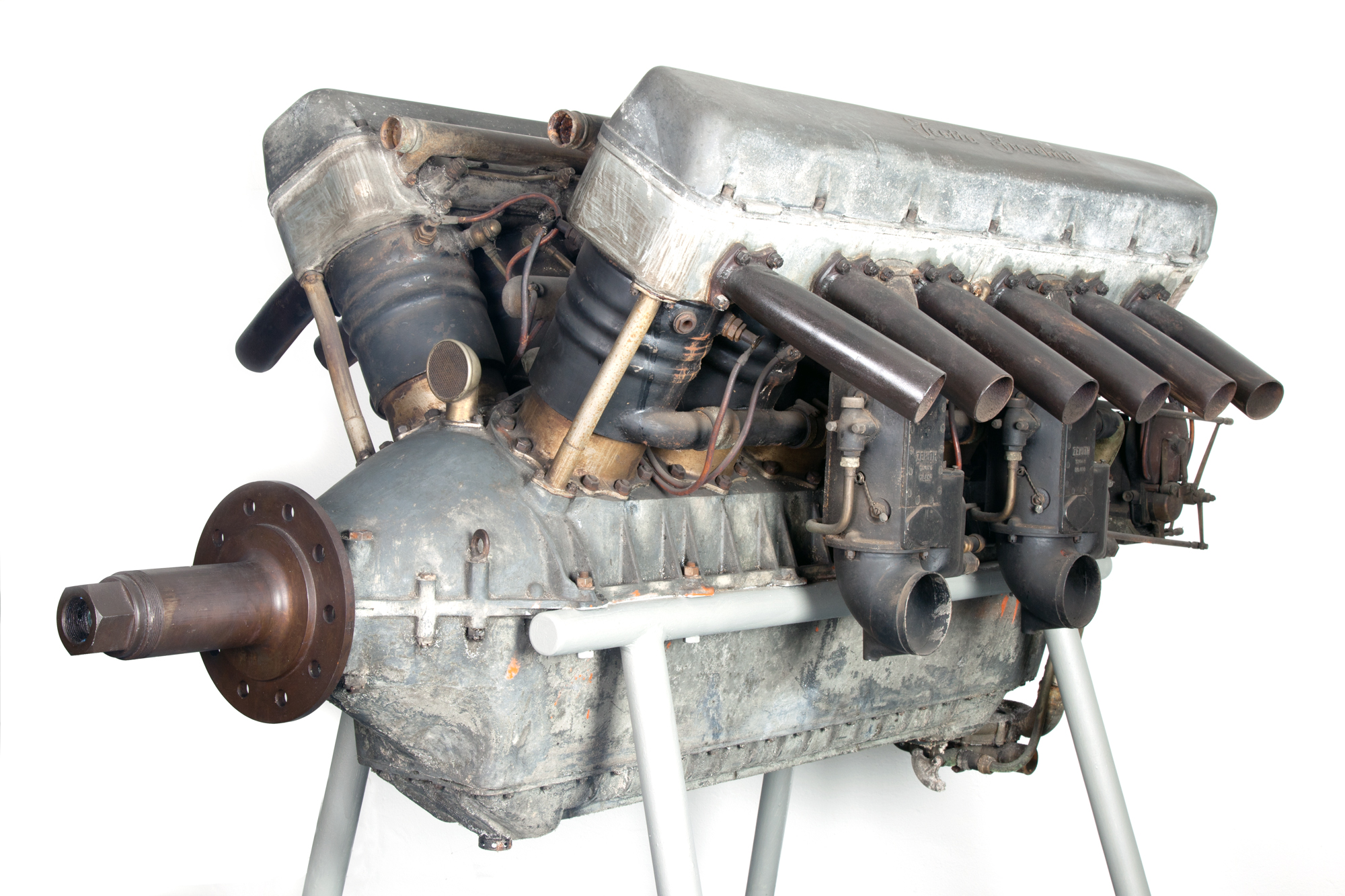
moteur Isotta Fraschini Asso 500 exposée dans le Museo nazionale della scienza e della tecnologia Leonardo da Vinci, Milan.

La société Isotta Fraschini engagea l'étude de ce nouveau moteur en décembre 1924, en dimensionnant un 12 cylindres en « V » appelé « Asso ». Les premiers essais au banc furent réalisés en juin 1925. Les essais d'approbation commencèrent en août de la même année et après 150 heures de fonctionnement au banc et 150 heures en vol, l'Asso 500 fut validé et mis en production.
En moins d'un an, Isotta Fraschini avait été en mesure de développer un moteur qui, sans être particulièrement léger, avait les qualités de solidité et de durabilité peu communs pour l'époque. Les essais normaux des constructeurs les plus exigeants avaient une durée de 50 heures, et étaient considérés comme particulièrement sévère dans certains pays.
L'Asso 500 avait une architecture très similaire à celle des moteurs Fiat équivalents : les cylindres sont indépendants en acier avec des chemises soudées, les bielles et biellettes en « I », double arbre avec des excentriques en tête pour commander les 4 soupapes de chaque cylindre, le bloc de base coulé en « Electron » en quatre parties.
Mais contrairement aux moteurs Fiat, les quatre carburateurs étaient placés à l'extérieur des cylindres et non pas dans le V des cylindres, ce qui rendait la maintenance et les réglages plus aisés.
L'Asso 500 révéla très vite ses qualités et notamment son excellente résistance ce qui lui permit, en 1930, de passer sans difficulté un test de fonctionnement au banc de 1 000 heures sans arrêt.
La dernière version du Fiat CR.20 équipée de ces moteurs a été particulièrement appréciée par les pilotes des équipages de voltige.

## Différentes versions
Asso 500 AQEn tous points identique à la version de base, seul le taux de compression passe de 5,5 à 8.
- Puissance maxi à 5 000 mètres : 420 ch à 2 200 tr/min,
- Poids d'homologation à sec : 438 kg,

Asso 500 RVersion munie d'un réducteur, a été produit en série, bénéficie d'une puissance supérieure à basse altitude.
- Puissance maxi au sol : 580 ch à 2 170 tr/min
- Puissance nominale au sol : 510 ch à 2 170 tr/min
- Poids d'homologation à sec : 498 kg,
- Taux de compression : 5,5

Asso 500 RAVersion super comprimée et munie d'un réducteur, étudiée pour une utilisation à très haute altitude.
- Puissance maxi au sol : 590 ch
- Poids d'homologation à sec : 492 kg
- Taux de compression : 7.

## Utilisation
Royaume d'Italie
- Breda A.7
- Breda Ba.46
- CANT 10ter
- CANT 21 (ASSO 500)
- CANT 21bis (ASSO 500RI)
- CANT 27
- CANT 35
- CANT 37
- Caproni Ca.73ter
- Macchi M.24
- Savoia-Marchetti S.55
- Savoia-Marchetti S.59bis
- Savoia-Marchetti S.62
- Savoia-Marchetti S.63